# イーゴリ・ラディビロフ
イーゴリ・ラディビロフ（ウクライナ語: Ігор Радівілов、1992年10月19日 - ）は、ウクライナ・マリウポリ出身の体操競技選手。
2012年ロンドンオリンピックに出場し、団体総合では4位だったが、跳馬で銅メダルを獲得した。
2013年、モスクワで開催された欧州選手権のつり輪で金メダルを獲得。カザンで開催されたユニバーシアードの団体総合での銀メダル獲得に貢献し、つり輪と跳馬でも銅メダルを獲得。
2014年世界選手権では、跳馬で銀メダルを獲得した。

## 私生活
ラディビロフは1992年10月19日に東ウクライナのマリウポリで生まれた。2016年9月4日にウクライナ人体操選手アンジェリーナ・キスラと結婚した。

## 経歴
ラディビロフはフランスのモンペリエで開催された2012年ヨーロッパ選手権で銀メダルを獲得した。2012年夏季オリンピックの男子体操団体総合および男子跳馬に出場した。2012年夏季オリンピック跳馬決勝にて16.316のスコアで銅メダルを獲得した。また、団体総合決勝では、ニコライ・ククセンコフ、オレグ・ステプコ、ビタリー・ナコネチニー、オレグ・ベルニャエフらウクライナチームの一員として4位入賞を果たした。
2013年ヨーロッパ選手権のつり輪で金メダルを獲得した。カザンで開催された2013年夏季ユニバーシアードでは、彼とウクライナチーム（ヴェルニャエフ、ステプコ、ペトロ・パクニュク、マクシム・セミアンキフ）は団体で準優勝した。彼は跳馬決勝でデニス・アブリャジンに次いで銅メダルを獲得した。
2014年5月19～25日、ソフィアで開催された2014年ヨーロッパ選手権では、ラディビロフはスコア14.266（床）、15.300（つり輪）、14.700（跳馬）と貢献し、彼の国が262.097ポイントでグレートブリテンに次いで団体銅メダルを獲得することを助けた。大会決勝戦では、ラディビロフは跳馬（15.050）でデニス・アブリャジンに次いで銀メダルを獲得した。
リオデジャネイロで開催された2016年夏季オリンピックでは、ラディビロフは大会決勝戦で跳馬の新技「前転とび前方かかえ込み三回宙返り」（最も難易度の高いスコア7.0）を披露した。尻もちをついたが、彼の足（骨盤ではなく）が最初に地面に着いたことから、スコアは与えられ、その後、この技を彼の名前を取って「ラディビロフ」と名付けるため、国際体操連盟（FIG）に正式に提出された。しかしながら、この技の練習や（この技に）張り合うことに伴う潜在的な怪我の危険のため、FIGはこの技をオリンピック後の競技では公式に禁止し、2017-2020 Code of Points for men's gymnastics から削除した。